# فيكتور أهلمان
فيكتور أهلمان نيلسن (بالإنجليزية: Viktor Ahlmann Nielsen) هو لاعب كرة قدم دنماركي، من مواليد 3 يناير 1995، وهو شقيق اللاعب جاكوب أهلمان نيلسن.

## روابط خارجية
- فيكتور أهلمان على موقع قاعدة بيانات كرة القدم.إي يو (الإنجليزية)
- فيكتور أهلمان على موقع Soccerway.com (الإنجليزية)
- فيكتور أهلمان على موقع AS.com (الإسبانية)